# Emma Gullstrand
Anna Emma Gorebrant Gullstrand (13 settembre 2000) è una tuffatrice svedese, specializzata nel trampolino.

## Biografia
si è classificata diciassettesima nella semifinale del trampolino 3 metri alla Coppa del mondo di tuffi di Tokyo 2021; il risultato gli ha garantito la qualificazione ai Giochi olimpici organizzati dal Paese nipponico.
Agli europei di nuoto di Budapest 2020, disputati nel maggio 2021 alla Duna Aréna, ha vinto la medaglia di bronzo nel concorso del trampolino 3 metri, completando la gara alle spalle della tedesca Tina Punzel e dell'italiana Chiara Pellacani.

## Palmarès
| Anno | Manifestazione  | Sede     | Evento          | Risultato | Prestazione | Note |
| ---- | --------------- | -------- | --------------- | --------- | ----------- | ---- |
| 2017 | Europei         | Kiev     | Trampolino 3m   | 17ª P     | 203,90      |      |
| 2017 | Europei         | Kiev     | Squadra mista   | 9ª        | 281.40      |      |
| 2019 | Mondiali        | Gwangju  | Trampolino 1m   | 36ª P     | 194,00      |      |
| 2019 | Mondiali        | Gwangju  | Trampolino 3m   | 19ª P     | 258,10      |      |
| 2019 | Mondiali        | Gwangju  | Sincro 3m misti | 14ª       | 253,62      |      |
| 2021 | Coppa del mondo | Tokyo    | Trampolino 3m   | 17ª SF    | 261,50 p.   |      |
| 2021 | Europei         | Budapest | Trampolino 1m   | 14ª P     | 230,55 p.   |      |
| 2021 | Europei         | Budapest | Trampolino 3m   | Bronzo    | 319,60 p.   |      |
| 2022 | Europei         | Roma     | Trampolino 1m   | Argento   | 259,65 p.   |      |